# Pistolet Browning Baby
Browning Baby (FN Baby) – belgijski pistolet samopowtarzalny skonstruowany przez Johna Mosesa Browninga.
Baby był uproszczoną wersją pistoletu Browning Model 1906 pozbawioną chwytowego bezpiecznika. W Europie sprzedawany był jako FN Baby, w USA jako Browning Baby.

## Opis
Browning Baby był bronią samopowtarzalną. Zasada działania oparta na odrzucie zamka swobodnego. Mechanizm spustowy bez samonapinania z iglicowym mechanizmem uderzeniowym.
Browning Baby był zasilany z wymiennego, jednorzędowego magazynka pudełkowego o pojemności 6 naboi, umieszczonego w chwycie.
Lufa gwintowana o 6 bruzdach prawoskrętnych.
Przyrządy celownicze: niska muszka i szczerbinka wyfrezowane na zamku.